# Opération Steinbock
Seconde Guerre mondiale
L'opération Steinbock a été menée par la Luftwaffe à la fin de la Seconde Guerre mondiale entre janvier et mai 1944 sur des objectifs du sud de l'Angleterre, en particulier sur Londres et ses alentours au cours de la nuit. Les Anglais ont surnommé cette opération le Baby Blitz (petit Blitz) en raison de sa faible importance au regard du bombardement stratégique de la Luftwaffe sur les îles britanniques en 1940–1941.
Placée sous le commandement du Generalmajor Dietrich Peltz, la Luftflotte 3 rassemble 474 bombardiers pour l'offensive. L'opération — conduite en réaction à la campagne du Bomber Command connue sous le nom de Bataille de Berlin, mais sur une plus petite échelle — est lancée surtout pour des raisons de propagande et par mesure de représailles. Son intérêt reste pratiquement assez faible et les pertes s'élèvent à 329 appareils au cours des cinq derniers mois d'opération avant son abandon. Des commandants de la Luftwaffe, comme Hugo Sperrle, ont eu l'idée d'utiliser ces moyens contre la flotte d'invasion alliée dont ils prévoyaient qu'elle atterrirait au Nord de la France au cours de l'été. En fin de compte, les attaques de représailles ont permis l'interruption de l'invasion imminente de la France par les Alliés, mais Steinbock ayant perdu une part importante de la flotte de bombardiers allemande, il n'était plus possible d'opposer une contre–attaque sérieuse.
Cette opération marque la fin des grandes offensives lancées par la Luftwaffe contre l'Angleterre, par la suite seuls des V1 et des V2 seront utilisés contre les îles britanniques.

## Contexte historique
À la fin du mois de novembre 1943, le Generalmajor Dietrich Peltz est convoqué à une réunion au cours de laquelle Hermann Göring lui fait savoir qu'il est chargé d'une nouvelle opération de bombardement de grande envergure sur l'Angleterre et surtout sur Londres. On espère alors pouvoir commencer les bombardements dès le mois de décembre et bien que ceci paraisse complètement irréaliste, dès la troisième semaine de janvier 1944 une force de près de 600 avions est réunie en dégarnissant cinq Kampfgruppen (groupes de combat) du front italien et en reconstituant des unités de bombardiers de l'Ouest. Le 3 décembre 1943 Göring ordonne l'Unternehmen Steinbock (opération Capricorne), l'objectif étant « une attaque de représailles terrible contre l'ennemi ». Wolfram von Richthofen fournit à Peltz six Kampfgruppen pendant que l'Oberkommando der Luftwaffe en apporte trois autres qui étaient disponibles. Les bombardiers emportent ce qu'on appelle l'« English mixture » (mélange anglais) composée 70 % de bombes incendiaires et 30 % de bombes à haut pouvoir explosif comprenant de grosses bombes d'une tonne et des mines.

## Forces en présence

### LaLuftwaffe
Bien qu'une flotte de bombardiers lourds Heinkel He 177 soit maintenant disponible, la force compte surtout des bombardiers bimoteurs de taille moyenne. Les Ju 188 et Do 217 sont de conception assez récente, la grande majorité des Ju 88 sont des modèles A–4 pratiquement sans aucune modification depuis le Blitz en 1941. 
En plus des bombardiers classiques de taille moyenne ou lourds, la Luftwaffe utilise des bombardiers rapides comme le Ju 88S (version améliorée du Ju 88A-4) ou le Me 410 Hornisse, ainsi que des avions d'attaque au sol connus sous le nom de Jabos dans la Luftwaffe. Ces derniers sont plus difficiles à intercepter en raison de leur grande vitesse mais ne peuvent emporter qu'une charge limitée par rapport aux bombardiers classiques.
La composition de la flotte change en permanence. Les unités de bombardiers sont démantelées pour être remises en état, modifiées ou redéployées vers d'autres théâtres d'opération selon les exigences de la situation. Vers la mi–mars la flotte de Peltz comporte 232 avions en état de fonctionner étant donné que III./KG 2 sont réservés pour être convertis en Ju 188, et que III./KG 30 ainsi que les groupes II. et III. du KG 6 sont redéployés pour participer à l'occupation de la Hongrie.

### Radar
Pour tromper les radars anglais, les nacelles ventrales de quelques Ju 88 sont équipées de systèmes de brouillage appelés Kettenhund (chien de garde), et quelques bombardiers possèdent le radar de queue d'alerte FuG 216 pour détecter de nuit les chasseurs britanniques avant qu'ils ne puissent attaquer.

## Ordre de bataille
Unités de la Luftwaffe ayant participé à l'Opération Steinbock :
- Kampfgeschwader 2
  - Stab (Dornier Do 217)
  - I./KG 2 (Dornier Do 217)
  - II./KG 2 (Junkers Ju 88)
  - III./KG 2 (Dornier Do 217)
  - V./KG 2

- Kampfgeschwader 6
  - Stab (Junkers Ju 88)
  - I./KG 6 (Junkers Ju 188 Rächer)
  - II./KG 6 (Junkers Ju 88)
  - III./KG 6 (Junkers Ju 88)

- Kampfgeschwader 30
  - I./KG 30 (Junkers Ju 88)
  - II./KG 30 (Junkers Ju 88)

- Kampfgeschwader 40
  - I./KG 40 (Heinkel He 177)

- Kampfgeschwader 54
  - Stab/KG 54 (Junkers Ju 88)
  - I./KG 54 (Junkers Ju 88)
  - II./KG 54 (Junkers Ju 88)

- Kampfgeschwader 66
  - I./KG 66 (Junkers Ju 88 et Junkers Ju 188 Rächer)

- Kampfgeschwader 76
  - Stab/KG 76 (Junkers Ju 88)

- Kampfgeschwader 100
  - I./KG 100 (Heinkel He 177)

- Schnellkampfgeschwader 10
  - I./SKG 10 (Focke-Wulf Fw 190)

## Opérations

### Janvier
La première attaque sur Londres a eu lieu dans la nuit du 21 au 22 janvier. Son nom de code était « Unternehmen Mars ». Les différents secteurs de la capitale britannique avaient comme nom de code le nom de villes allemandes détruites comme Berlin, Hambourg ou Hanovre pour accentuer le côté représailles de l'opération dans l'esprit des équipages. Le premier objectif concernait le quartier nommé Munich en code, c'est-à-dire le quartier de Waterloo dans Londres, en deux vagues totalisant 400 raids de bombardiers. Bien que les cibles aient été marquées par des fusées blanches et vertes par les aéronefs marqueurs de la Luftwaffe, à peine quelques bombardiers ont atteint leurs objectifs en raison du manque d'expérience des équipages. Les bombes et les bombes incendiaires ont été larguées sur les Home Counties .
Hitler a été scandalisé de ce que la Luftwaffe n'ait pas été capable de trouver Londres située à 150–200 km du contrôle terrestre allemand alors que les Anglais avaient frappé des villes allemandes, pas de grandes métropoles, situées à 1 000 km et par mauvais temps. Pelz, le commandant–en–chef de l'assaut, estime que la faute est due autant au manque d'équipements radio insensibles aux brouillages qu'au manque d'entraînement des équipages. Il ajoute que les Britanniques, avec leurs radar H2S et le système GEE (en), sont en avance sur les Allemands. Le manque de groupes d'aéronefs marqueurs bien opérationnels sont aussi la source de problèmes de navigation étant donné que le petit nombre d'avions engagés dans cette mission courent un plus grand risque d'affrontement que s'ils avaient été plus nombreux. La puissante défense anglaise oblige souvent la Luftwaffe à voler en zigzag ce qui fait que les équipages allemands perdent leur route. Les vols de reconnaissance sur l'Angleterre sont suspendus ce qui supprime toute chance à la Luftwaffe de découvrir les fréquences radio des Britanniques.
Environ 40 bombardiers se sont perdus pour différentes raisons.
La première opération coïncide avec le débarquement des alliés à Anzio en Italie et, immédiatement, trois des Kampfgruppen doivent retourner en Italie. Le mauvais temps s'abattant sur l'Angleterre oblige à retarder le raid suivant au 28 janvier avec seulement des bombardiers rapides Messerschmitt Me 410 et des chasseurs bombardiers Focke-Wulf Fw 190. La nuit suivante une mission avec des bombardiers lourds 285 est à l'origine d'un très important incendie dans les Surrey Commercial Docks de Londres.